# Шамбская ГЭС
Шамбская ГЭС — гидроэлектростанция на реке Воротан, вблизи сёл Шамб и Воротан, Армения. Входит в состав Воротанского каскада, являясь его средней ступенью (расположена между Спандарянской и Татевской ГЭС). Самая мощная ГЭС каскада и вторая по мощности ГЭС Армении. Первый гидроагрегат ГЭС пущен в 1978 году. Собственник станции — ЗАО «Воротанский каскад ГЭС».
Мощность ГЭС — 171 МВт, проектная среднегодовая выработка — 320 млн кВт⋅ч

## Конструкция станции
Конструктивно представляет собой плотинно-деривационную гидроэлектростанцию с напорной деривацией и двумя регулирующими водохранилищами. Состав сооружений ГЭС:
- Ангехакотская бетонная водосливная плотина высотой 23,4 м, пропускной способностью 198 м³/с;
- Ангехакотское водохранилище общей емкостью 3,4 млн м³, полезной емкостью 0,5 млн м³;
- безнапорный туннель длиной 10,5 км, сечением 3×3 м и пропускной способностью 23 м³/сек, перебрасывающий воду в Толорсское водохранилище;
- Толорсская грунтовая плотина c суглинистым экраном, высотой 69 м, длиной по гребню 188 м;
- траншейный водосброс с наклонным и горизонтальным участками, пропускной способностью 88 м³/сек;
- Толорсское водохранилище полной ёмкостью 96 млн м³, полезной — 80 млн м³, нормальный подпорный уровень (НПУ) — 1651,5 м;
- напорный деривационный тоннель диаметром 4,6 м, длиной 6,9 км, пропускной способностью 75 м³/с;
- уравнительный резервуар шахтного типа;
- подземный турбинный водовод длиной 1,26 км, разветвляющийся в конце на два водовода;
- здание ГЭС;
- отводящий канал длиной 77 м;
- ОРУ.

В здании ГЭС установлены 2 гидроагрегата мощностью по 85,5 МВт, с радиально-осевыми турбинами, работающими на расчётном напоре 272 м. Перед каждой турбиной смонтирован шаровый затвор диаметром 2,2 м.